# Gare de Ronchin
Gare de Ronchin vasútállomás Franciaországban, Ronchin településen.

## Vasútvonalak
Az állomást az alábbi vasútvonalak érintik:
- Párizs-Lille-vasútvonal

## Kapcsolódó állomások
A vasútállomáshoz az alábbi állomások vannak a legközelebb:
- Gare de Lille-Flandres
- Gare de Wattignies - Templemars